# Жайворонок чорний

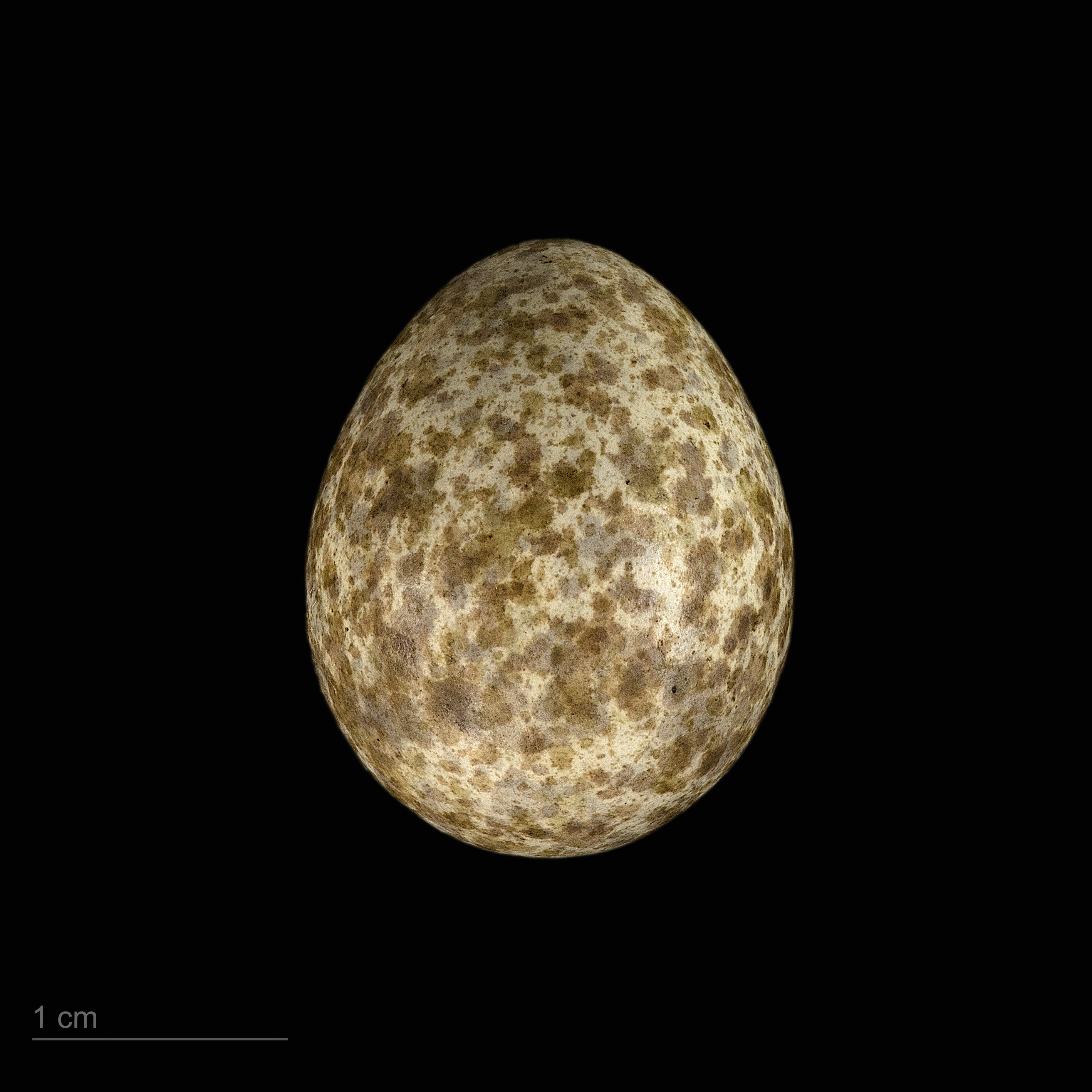
яйце Melanocorypha yeltoniensis - Тулузький музей

Жайворонок чорний (Melanocorypha yeltoniensis) — невеликий горобцеподібний птах родини жайворонкових.

## Поширення та чисельність
Країни проживання: Вірменія, Азербайджан, Грузія, Іран, Казахстан, Киргизстан, Молдова, Російська Федерація, Туреччина, Туркменістан, Україна, Узбекистан. Європейське населення становить приблизно 5—24% від світового.

### Статус в Україні
Залітний взимку. Трапляється в південній частині степової смуги, населяє посушливі відкриті простори, часто поруч з водою.

## Морфологічні ознаки
Маса тіла: самці 40-53 гр, самиці 37-48 гр, довжина тіла: до 21 см.
Дорослий самець у шлюбному вбранні чорний, на перах верху ознаки вузької білуватої облямівки; дзьоб світло-сірий; ноги сірувато-чорні; в позашлюбному вбранні на перах усього тіла широка білувата облямівка. Доросла самиця в шлюбному вбранні зверху бура; низ тулуба білуватий, із бурими плямами на волі й боках; махові пера і спід крил темно-бурі; ноги темно-сірі; в позашлюбному оперенні світліша. Молодий птах подібний до дорослої самиці в позашлюбному оперенні.

## Поведінка
Тримається зграйками. У польоті подає різноманітні звуки, які нерідко нагадують голоси інших птахів. Гніздо будує на землі, куди відкладає 4-5 яєць. Їжею є насіння і комахи, останніх більше в сезон розмноження.